# Право на справедливий суд
Право на справедливий суд — це право особи, закріплене в ст. 6 Конвенції про захист прав людини й основоположних свобод, що гарантує право на справедливий й публічний розгляд справи упродовж розумного строку незалежним і безстороннім судом, встановленим законом, при визначенні цивільних прав і обов'язків особи чи при розгляді будь-якого кримінального обвинувачення, що пред'являється особі.
Згідно з доповіддю Венеціанської Комісії, право на справедливий суд є складовою принципу Правовладдя.
Зазначені положення Конвенції та судова практика Європейського суду з прав людини дають уявлення про елементи розглядуваного права.

## Право на доступ до суду
Відповідно до позиції суду воно має трактуватися, як можливість особи звернутися до суду та як заборона вчиняти певні правові чи фізичні дії, спрямовані на перешкоджання особі скористатися цим правом.
В своїй практиці, Суд неодноразово зауважував, що дане право не є абсолютним, а відповідно може бути піддане певним обмеженням, адже вимагає регулювання з боку держави, відповідно держави в вирішенні цього питання мають певну свободу. Проте Суд, як остання інстанція, має перевірити дотримання вимог Конвенції, переконатись що право доступу до суду не було обмежено таким чином, що нанівець зводиться вся його суть. також, обмеження в доступі до суду не буде відповідати ч. 1 ст. 6, якщо воно не переслідує легітимної мети та не існує розумної пропорційності між використаними засобами та поставленою метою (див. Prince Hans-Adam II of Liechtenstein v. Germany).
Поняття справедливого судового розгляду та доступу до суду Європейський суд розуміє з урахуванням принципу юридичної визначеності, що передбачає дотримання принципу res judicata: рішення суду (останньої інстанції) має бути обов'язковим та остаточним («Трегубенко проти України» , «Науменко проти України», « Полтораченко проти України» та «Тімотієвич проти України». )

## Принцип рівності можливостей
Одним з найважливіших принципів ч. 1 ст. 6 є принцип «рівності можливостей», в відповідності до якого кожна з сторін під час розгляду справи повинна володіти рівними можливостями та не мати якихось вагомих переваг над опонентом.
В основі даного пункту лежить принцип змагальності, згідно з яким кожна із двох сторін у судовому процесі має право отримувати інформацію про факти та аргументи, якими володіє інша сторона, а також користуватись однаковими можливостями надання відповіді іншій стороні.
Порушення цього права зафіксоване у справі « Коваль проти України», «Білуха проти України».

## Незалежний та неупереджений суд, створений на підставі закону
Наступною гарантією, що закріплена ч. 1 статті 6 Конвенції є незалежність та безсторонність судової влади. Принципи, за якими суд можна було б визначити як безсторонній, були визначені Судом у багатьох справах.
Всі дії держави, котрі спрямовані на влив на судове розслідування піддавалися осуду Європейським судом з прав людини. Йдеться як про право суддів самостійно ухвалювати рішення у справах, так і про неможливість довільно розмежовувати повноваження судів і різного типу адміністративних утворень державою. В основі даного положення лежить принцип поділу влади.
Даний пункт розглядався в справі «Сокуренко та Стригун   проти України» та «Совтрансавто-Холдинг проти України».

## «Розумні строки»
Ще однією з гарантій справедливого суду суду є розгляд справи в «розумні строки».  В залежності від того,  цивільні, чи кримінальні справи розглядаються даний критерій варіюється.  Факторами котрі Комісія та Суд  беруть до уваги, з'ясовуючи, чи відповідає судова процедура стандартам «розумного строку»  є:
- складність справи
- підхід органів влади до розгляду конкретної справи
- окремі аспекти поведінки заявника, що могли вплинути на продовження строку розгляду,
- обставини, які виправдовують більш тривалий строк судового розгляду .

Виходячи з цього, можна зробити висновок, що розумними вважаються строки, що є об'єктивно необхідними для виконання процесуальних дій та прийняття процесуальних рішень.

## Публічність розгляду справи
Публічність судового розгляду є обов'язковою на будь-якому «вирішальному» етапі розгляду справи, відкритість судового розгляду задовольняє не тільки інтереси сторін у справі, але й інтереси громадськості, сприяючи довірі до судових органів.
Вимога відкритого розгляду також передбачає право бути заслуханим під час розгляді справи у суді першої інстанції. В своїй практиці Комісія та Суд дійшли до висновку, що судовий розгляд може бути закритим, якщо обидві сторони згодні на це, проте рішення суду має виголошуватися публічно.

## Презумпція невинуватості
В ч. 2 ст. 6 міститься положення про презумпцію невинуватості, котра в розумінні Суду тлумачиться таким чином:: «без доведення попередньої вини обвинуваченого згідно з законом і, зокрема, без надання обвинуваченому можливості скористатися правом на захист, судове рішення відносно нього породжує відчуття, що обвинувачуваний є справді винним». Тобто, людина, котру звинувачують у вчиненні злочину, не може вважатися винною, доки її вина не буде доведено у встановленій законом процедурі, при цьому не обмежуючи її в правах. Також Судом визнано, що працівники суду не можуть допускати висловлювань про вину особи, доки не буде ухвалене рішення про визнання її винною.

## Процедурні гарантії
В ч. 3 статті 6 йдеться про мінімальні права, що забезпечується статтею 6 . Зокрема, обвинувачений має право:
- бути негайно i детально поінформованим зрозумілою для нього мовою про характер i причину обвинувачення проти нього;
- мати достатньо часу і можливостей для підготовки свого захисту;
- захищати себе особисто чи використовувати правову допомогу захисника, обраного на власний розсуд, або — якщо він не має достатніх коштів для оплати правової допомоги захисника — одержувати таку допомогу безоплатно, якщо цього вимагають інтереси правосуддя;
- опитувати свідків обвинувачення або вимагати їхнього допиту, а також вимагати виклику i допиту свідків захисту на тих самих умовах, що й свідків обвинувачення;
- якщо він не розуміє мову, яка використовується у суді, або не розмовляє нею, — отримувати безоплатну допомогу перекладача.

Таким чином, можливість слідкувати  за справедливістю здійснення судочинства існує завжди.
Щодо України, то порушення ч. 3 містилося у справі «http://zakon4.rada.gov.ua/laws/show/974_505 Олег Колесник проти України», в котрій зазначається що обвинувальний вирок у його справі ґрунтувався на  зізнавальних показаннях, здобутих  з порушенням його  права  «на мовчання» та права не свідчити проти себе, що його позбавили  можливості  допитати  більшість  свідків обвинувачення  і що  йому перешкоджали ефективно здійснювати своє право на захист під час допиту на початковому етапі  розслідування у справі.

## Гарантування Україною рішень Європейського суду з прав людини
30 березня 2006 року набув чинності Закон України «Про виконання рішень та застосування практики Європейського суду з прав людини». Зазначений Закон встановлює обов'язкове здійснення юридичної експертизи всіх законопроєктів, а також підзаконних нормативних актів, на які поширюється вимога державної реєстрації. Також Законом передбачено здійснення перевірки чинних законів і підзаконних актів на відповідність Конвенції та практиці Суду.

## Список використаної літератури
- Право на справедливый суд в рамках Европейской конвенции о защите прав человека (статья 6). Interights. Руководство для юристов. — London: Lancaster House, 2008. — 105 р.
- Моул Н. Европейская конвенция о защите прав человека и основных свобод. Статья 6. Право на справедливое судебное разбирательство. Прецеденты и комментарии — М. : Российская академия правосудия, 2001. — 139 с.
- Гом'єн Д. [КОРОТКИЙ ПУТІВНИК ЄВРОПЕЙСЬКОЮ КОНВЕНЦІЄЮ З ПРАВ ЛЮДИНИ] — Львів. : Кальварія, 2000. — 182 с.